# Pierre Donnersberg
Pierre Donnersberg, est Co-président du groupe Diot-Siacii depuis 2022. Il est également un collectionneur d’art contemporain reconnu.

## Origines et formation
Né le 17 août 1947 à Oran d'un père directeur de société, il est un ancien de l’École supérieure de journalisme de Paris (ESJ).

## Carrière

### Du journalisme au courtage
Il écrit « quelques piges » pour France Soir puis s'oriente rapidement vers les assurances pour embrasser une carrière dans le courtage à la Séquanaise (aujourd’hui UAP), l'AGF (aujourd’hui Allianz France) et la Winterthur Assurances (racheté par le groupe COVEA).

### Diot-Siaci

#### Fondation
En 1988, il fonde au sein du groupe Edmond de Rothschild la société Courtage Saint-Honoré.
En 1989, il fonde avec le groupe Pelège la société Compagnie de Courtage des Assurances Saint-Honoré (CCASH) qui deviendra en 2003 Assurances et Conseils Saint-Honoré (ACSH).
En 2007, à la suite de la fusion d’ACSH et de SIACI, la filiale de courtage de Paris Orléans, il devient Président du Directoire de la nouvelle entité Siaci Saint-Honoré (S2H),,,.

#### Un déploiement en Europe et à l’international
Il donne une dimension internationale au groupe, dans les années 2000, avec la création de Mobility Benefits, puis le rachat de European Benefits Administrators qui deviendront MSH INTERNATIONAL (MSHI).
Il poursuit le développement mondial du groupe avec l’ouverture de bureaux au Canada et l’acquisition de Norfolk Mobility Benefits pour créer MSH INTERNATIONAL (CANADA).
Il crée aux Émirats arabes unis, en 2004, la filiale MSH INTERNATIONAL (Dubai), puis rachète en 2009 Shanghai Taï Kaïqui deviendra MSH China, permettant ainsi à MSH INTERNATIONAL de devenir le courtier leader mondial en conception et gestion des solutions internationales de santé pour la mobilité. En 2016, MSHI acquiert Expat Insurance Pte Ltd., à Singapour.
En 2018, il poursuit l’internationalisation du Groupe en devenant le 3ème courtier mondial dans le courtage d'assurance maritime (rapprochement avec Cambiaso Risso, en Italie) et leader mondial sur l’assurance des pierres précieuses (intégration de Driesassur, en Belgique).
En 2021, il réalise avec le Groupe Burrus le rapprochement de SIACI SAINT HONORE et de DIOT-LSN pour constituer DIOT-SIACI, un nouvel ensemble de près de 800 M€ de chiffre d’affaires dont il devient en 2022 le Co-président avec Christian Burrus.

## Collectionneur d’art contemporain
Pierre Donnersberg s’intéresse particulièrement à l’art contemporain chinois. A ce titre, il a constitué avec son épouse une collection d’œuvres reconnue.
Pendant plusieurs années, il a été administrateur trésorier du Palais de Tokyo.

## Autres
Il est avec Jean Benguigui ou encore Enrico Macias l’un des 8 portraits du livre L´exode des pieds-noirs (1962-2012),.
Jacques de Baudus lui a consacré en 2018 une biographie intitulée « Tu vois c’que je veux dire ».
En 2023, il a soutenu la réalisation du film d’Alexandre Arcady ce « Petit Blond de la Casbah »
Pierre Donnersberg est également le Co-Président du comité de soutien d’Espérance Banlieues et Vice-Président de la Fondation Française de Recherche sur l’Épilepsie (FFRE).
En 2025, il signe un essai autobiographique « Mon école de la vie » aux éditions Le Cherche Midi Editeur.

## Honneurs
- 2024 : Emissaire de la France pour  l'Académie de l'OMS
- 2022 : Commandeur de la Légion d'honneur
- 2019 : Chevalier de l'ordre des Arts et des Lettres[réf. nécessaire]
- 2016 : Officier de l'Ordre national de la Légion d'honneur[14].
- 2013 : Prix de l'Excellence française.
- 2006 : Chevalier de la Légion d'Honneur[15].